# Монсо (Эн)
Монсо́ (фр. Montceaux) — коммуна во Франции, находится в регионе Рона — Альпы. Департамент — Эн. Входит в состав кантона Туассе. Округ коммуны — Бурк-ан-Брес.
Код INSEE коммуны — 01258.

## География
Коммуна расположена приблизительно в 360 км к юго-востоку от Парижа, в 38 км севернее Лиона, в 36 км к западу от Бурк-ан-Бреса.

## Климат
Климат полуконтинентальный с холодной зимой и тёплым летом. Дожди бывают нечасто, в основном летом.

## Население
Население коммуны на 2010 год составляло 1164 человека.
| 1962 | 1968 | 1975 | 1982 | 1990 | 1999 | 2010 |
| ---- | ---- | ---- | ---- | ---- | ---- | ---- |
| 367  | 314  | 392  | 547  | 672  | 908  | 1164 |

## Администрация
| Период | Период | Фамилия         | Партия        | Примечания |
| ------ | ------ | --------------- | ------------- | ---------- |
| 1971   | 1983   | Эрнест Мижет    |               |            |
| 1983   | 1989   | Анри Дюран      |               |            |
| 1989   | 2020   | Жан-Клод Дешизо | Разные правые |            |

## Экономика
В 2010 году среди 787 человек трудоспособного возраста (15—64 лет) 591 были экономически активными, 196 — неактивными (показатель активности — 75,1 %, в 1999 году было 75,0 %). Из 591 активных жителей работали 535 человек (287 мужчин и 248 женщин), безработных было 56 (16 мужчин и 40 женщин). Среди 196 неактивных 82 человека были учениками или студентами, 69 — пенсионерами, 45 были неактивными по другим причинам.

## Достопримечательности
- Замок Бати[фр.] (XIII век). Исторический памятник с 2006 года.[4]
- Церковь Св. Иакова и Св. Филиппа (943 год).
- Часовня Св. Маврикия.

## Фотогалерея

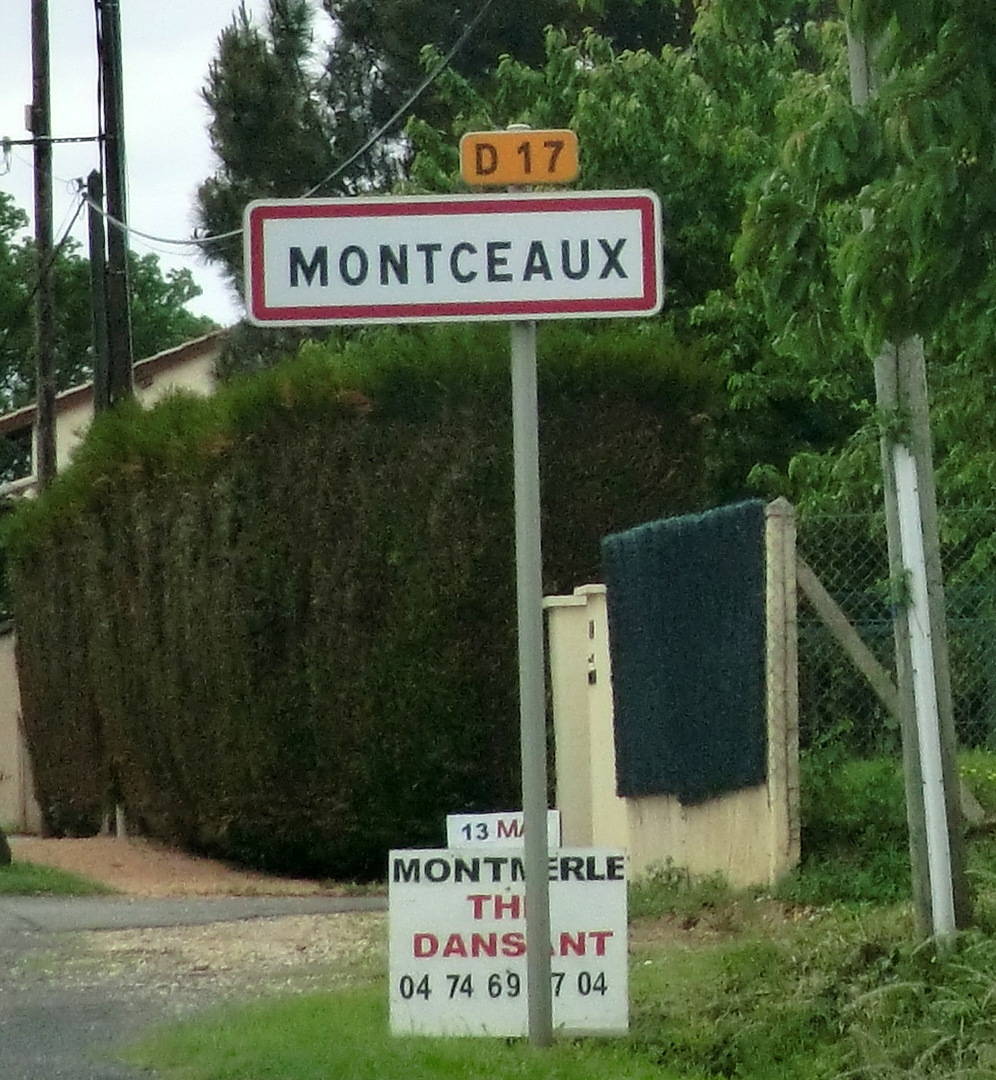
Знак на въезде в Монсо
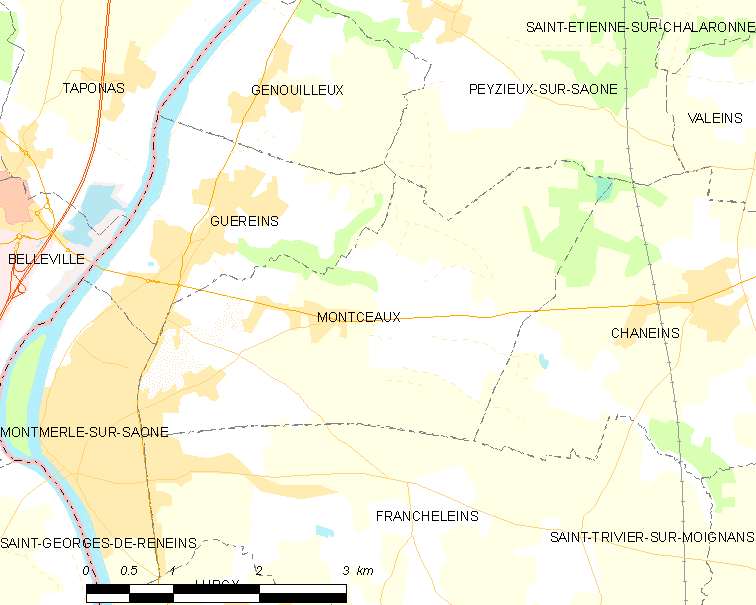
Карта коммуны